# Northrop Grumman
Tập đoàn Northrop Grumman là một tập đoàn đa ngành sản xuất vũ khí và công nghiệp hàng không vũ trụ. Với 95.000 nhân viên và doanh thu hàng năm chạm tới 30 tỉ đô la Mỹ, đây là một trong những tập đoàn lớn nhất thế giới trong sản xuất vũ khí. Tập đoàn lọt top Fortune 500 công ty lớn nhất nước Mỹ.
Northrop Grumman và các công ty thành viên đã dành được Collier Trophy chín lần, do các đóng góp trong James Webb Space Telescope.
Northrop Grumman là công ty đi đầu trong chế tạo máy bay ném bom chiến lược tàng hình tầm xa B-21 Raider có khả năng mang vũ khí thông thường và cả vũ khí hạt nhân nuclear weapons; nó sẽ thay thế cho B-2 Spirit cũng là một thiết kế của công ty này. Công ty cũng đã tham gia vào việc phát triển và chế tạo James Webb Space Telescope, phóng lên quỹ đạo vào năm 2021, và chế tạo tầng đẩy phụ nhiên liệu rắn cho chương trình Space Launch System của NASA. Công ty cũng tham gia chương trình phát triển tên lửa liên lục địa mới cho quân đội Mỹ mang tên gọi Ground Based Strategic Deterrent program.

## Các lĩnh vực kinh doanh

### Các thiết bị hàng không

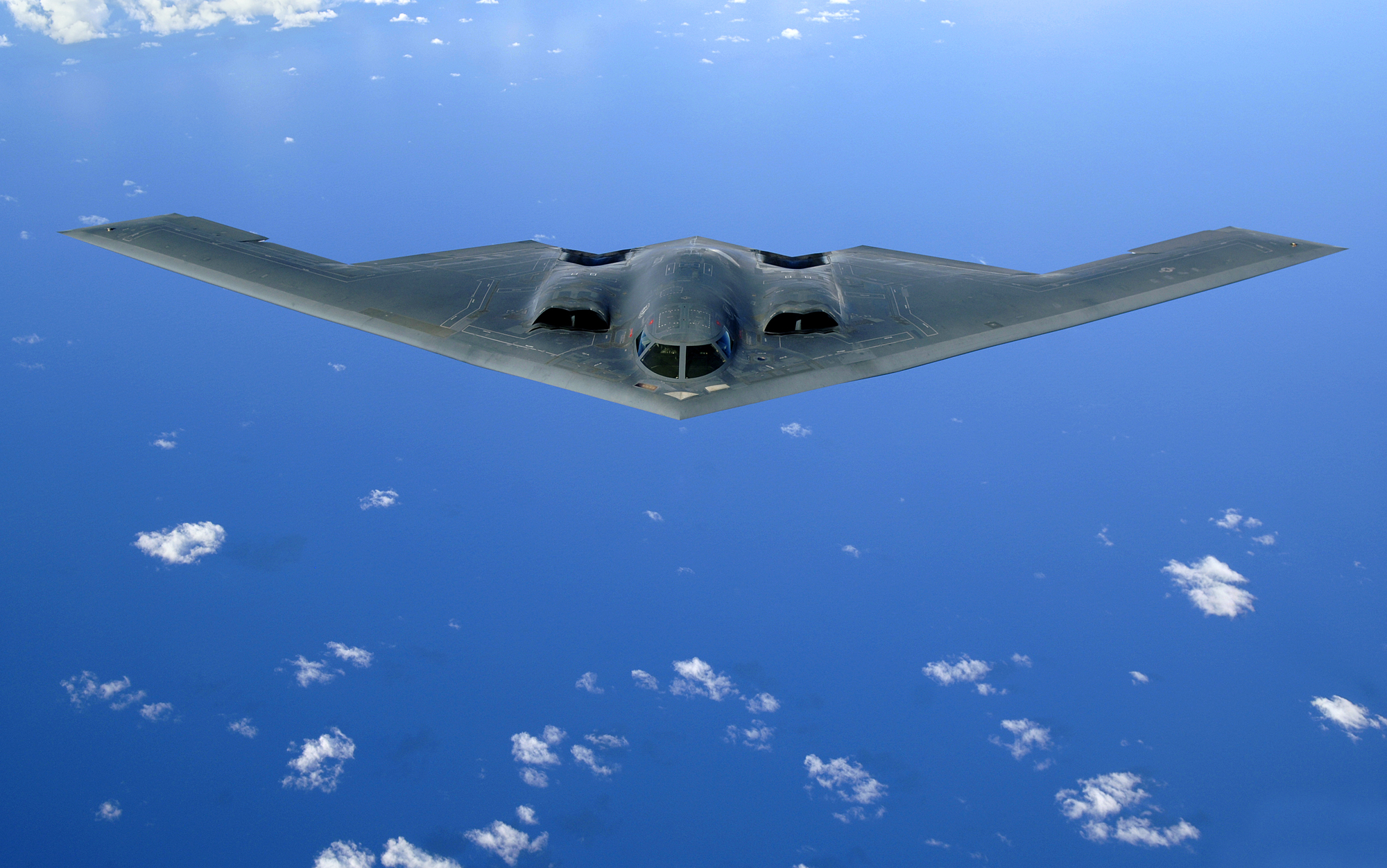
B-2 Spirit

Bộ phận chế tạo các thiết bị hàng không được đặt trụ sở ở Redondo Beach, California trong công viên Space Park, chuyên sản xuất máy bay, tàu vũ trụ, các hệ thống laser năng lượng cao và microelectronic cho Mỹ và nước ngoài. Các thiết bị gồm máy giám sát và trinh sát, bảo vệ liên lạc, tình báo, quản lý, phòng thủ tên lửa cho đến thám hiểm không gian. Northrop Grumman đã chế tạo máy bay ném bom chiến lược B-2 Spirit, máy bay giám sát E-8C Joint STARS surveillance aircraft, RQ-4 Global Hawk, và máy bay huấn luyện siêu âm T-38 Talon cho US Air Force. Quân đội Mỹ bắt đầu sử dụng máy bay UAV trinh sát RQ-5 của Northrop Grumman từ năm 1995. Ngoài ra Không quân Mỹ sử dụng BQM-74 Chukar, RQ-4 Global Hawk-based MQ-4C Triton, MQ-8 Fire Scout, Grumman C-2 Greyhound, Grumman E-2 Hawkeye, và EA-6B Prowler. Northrop Grumman cũng cung cấp các bộ phận chính của máy bay F/A-18 Hornet, F/A-18E/F Super Hornet, EA-18G Growler, và Lockheed Martin F-35 Lightning II. Đồng thời công ty đảm nhiệm vai trò chế tạo James Webb Space Telescope.

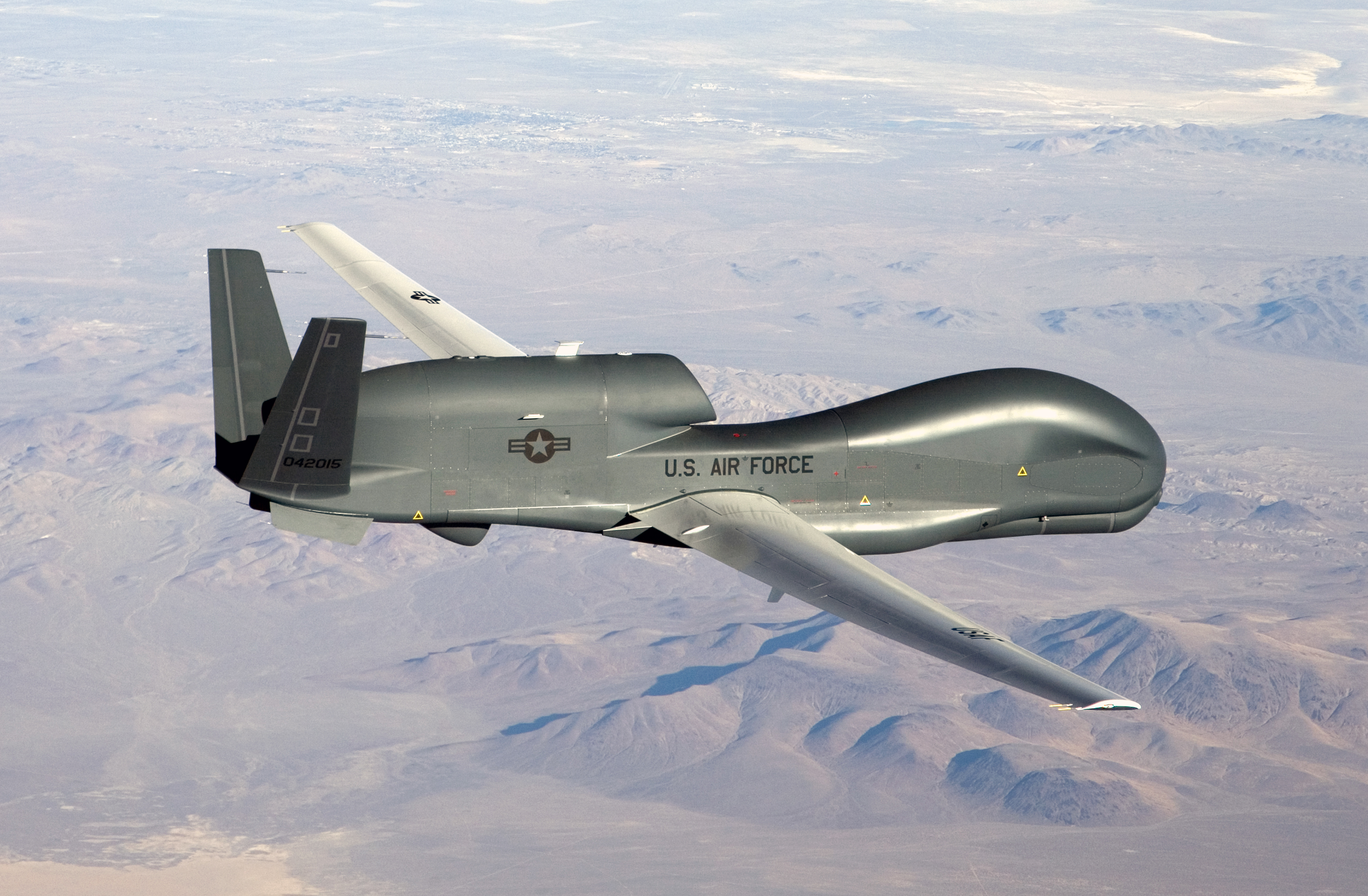
RQ-4 Global Hawk

### Hệ thống cảm biến

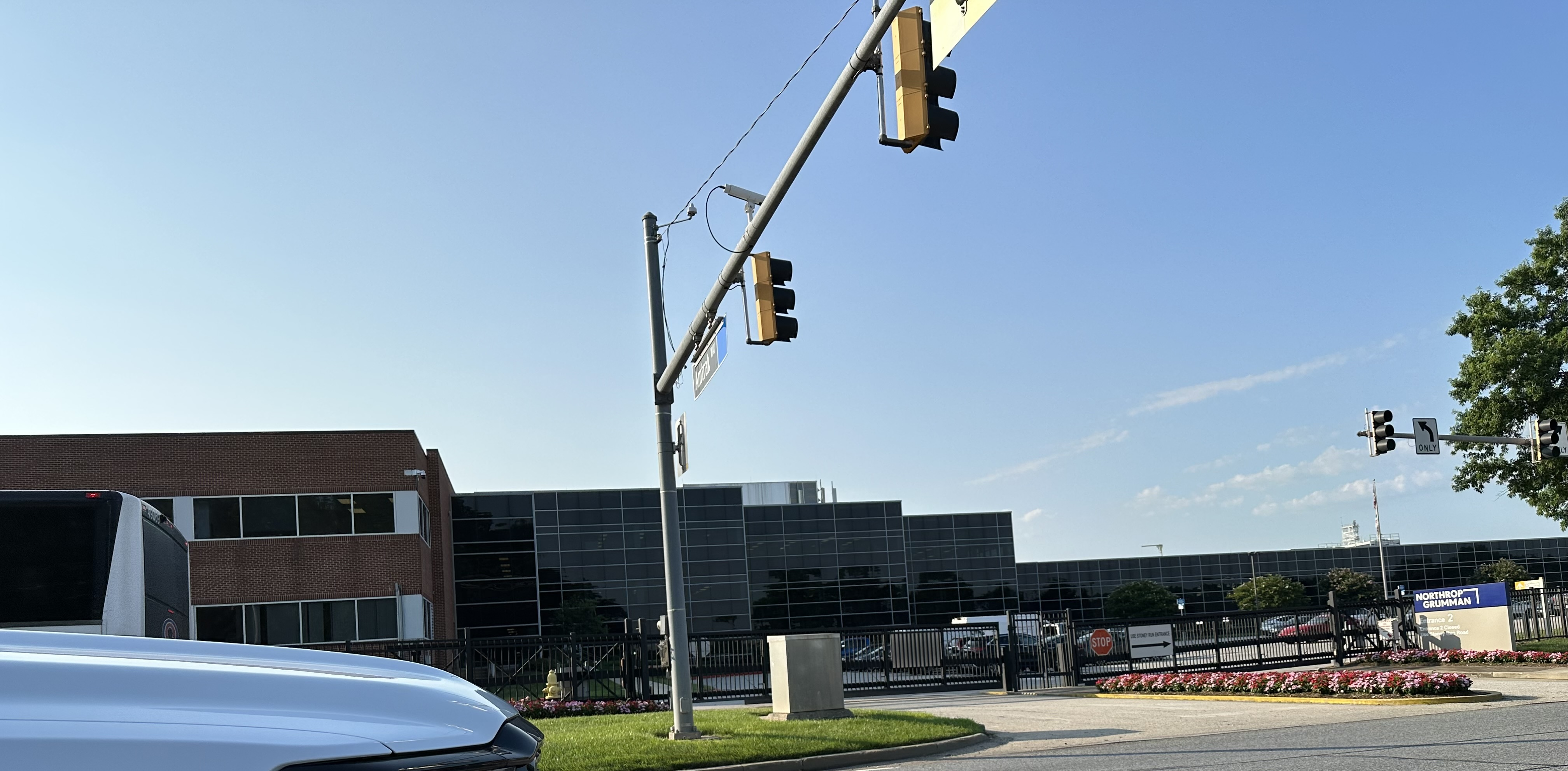
Trụ sở của bộ phận Mission Systems tại Linthicum, Maryland

Northrop Grumman Mission Systems, đặt tại Linthicum, Maryland chuyên chế tạo radar quân sự cảm biến và các sản phẩm khác như radar C4I cho phòng không, hệ thống quản lý không phận AMASS, hệ thống giám sát chiến trường Airborne Reconnaissance Low (ARL). Các radar chiến thuật như AN/APG-68, AN/APG-80 AESA, và AN/APG-83 AESA sử dụng trên F-16 Fighting Falcon, radar AN/APG-77 AESA trên F-22 Raptor, và AN/APG-81 AESA trên F-35 Lightning II, và AN/AAQ-37 electro-optical Distributed Aperture System (DAS) cho F-35, và APQ-164 Passive Electronically Scanned Array (PESA) cho máy bay B-1 Lancer. Công ty sản xuất hệ thống cảnh báo sớm AWACS cho Mỹ, Vương quốc Anh, NATO, Nhật và các nước khác. Northrop Grumman là nhà thầu chính phát triển và tích hợp hệ thống radar da nhiệm Multi-Platform Radar Technology Insertion Program trị giá 2 tỉ đô la. Northrop Grumman cũng hỗ trợ phát triển chương trình tên lửa đạn đạo, các hệ thống điều khiển, hệ thống trí tuệ nhân tạo và các dịch vụ kỹ thuật cho chỉnh phủ Mỹ và các quốc gia khác. Một số sản phẩm cỡ nhỏ hơn được sản xuất bởi Northrop Grumman bao gồm kính nhìn đêm và thiết bị liên lạc bảo mật.

### Các hệ thống phòng thủ
Trung tâm phát triển các hệ thống phòng thủ đặt tại McLean, Virginia. Vinnell, công ty con của Northrop Grumman, cung cấp dịch vụ huấn luyện và liên lạc cho quân đội. Năm 2003, công ty đã đạt được thỏa thuận huấn luyện quân đội Iraq với trị giá 48 triệu đô la.

### Hệ thống không gian
Ngày 7 tháng Sáu năm 2018, Northrop Grumman mua lại công ty Orbital ATK và công ty cũ được đổi tên thành Northrop Grumman Innovation Systems. Nhờ thương vụ mua lại này mà Northrop Grumman đã có thể tiến sâu hơn vào các chương trình không gian, bao gồm xây dựng và phóng tàu vũ trụ Cygnus. Đến năm 2020, công ty đã phát triển phương tiện phóng không gian mang tên OmegA, đảm nhận sứ mệnh đưa các vệ tinh định vị của Mỹ lên vũ trụ.
Với việc công ty mẹ Northrop Grumman tái tổ chức lại các bộ phận vào ngày 1 tháng Một năm 2020, NGIS đã được tách ra với phần lớn được sáp nhập vào bộ phận khác của công ty mẹ để thành lập bộ phận hệ thống không gian (Space Systems).
Ngày 8 tháng Tám năm 2022, Northrop Grumman đưa ra tuyên bố sẽ đưa việc chế tạo động cơ và các bộ phận của tên lửa Antares từ Nga và Ukraine về Mỹ. Qua đó việc chế tạo tên lửa sẽ hoàn toàn được diễn ra tại Mỹ và được thực hiện bởi công ty Firefly Aerospace, Texas. Northrop Grumman đã mua động cơ RD-181 để làm động cơ cho dòng tên lửa Antares 230+ và thân chính của tên lửa sẽ được sản xuất tại Tổ hợp chế tạo tên lửa Yuzhmash.
Northrop Grumman và Firefly Aerospace sẽ liên doanh để sản xuất thế hệ mới của tên lửa Antares còn được gọi là Antares 330. Northrop sẽ cung cấp tầng đẩy mang tải trọng cho tên lửa, các hệ thống điện tử, phần mềm và bãi phóng tên lửa. Còn công ty Firefly sẽ đảm nhận cung cấp bảy động cơ tên lửa, chế tạo các cấu kiện lớn nhất của A30 là tầng đẩy tăng cường.

## Lịch sử

Company logo used from 1994 to 2020

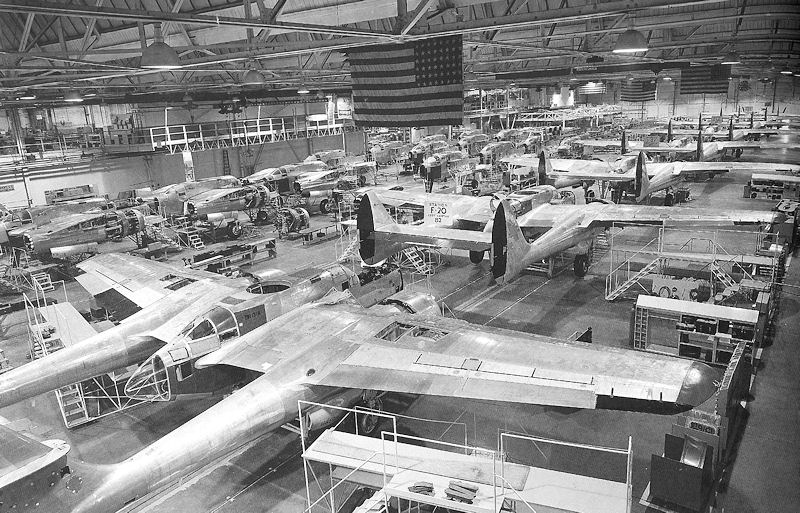
The assembly line for Northrop P-61 Black Widows at the Northrop plant in Hawthorne, California in World War II. Center wings and fuselages take shape on the left, with more nearly finished airplanes on the right.

Northrop Grumman có lịch sử bắt nguồn từ đầu thế kỷ 20 khi tập đoàn Grumman được thành lập có trụ sở tại Long Island, New York. Tại đây Leroy R. Grumman đã thành lập Grumman Aircraft Engineering Corporation tháng Mười hai năm 1929. Năm 1939, công ty mở rộng và được chuyển đến Bethpage, New York. Trong chiến tranh thế giới hai, công ty đã đảm nhiệm chế tạo tất các các loại máy bay chiến đấu của Hải quân Mỹ. Sau khi chiến tranh kết thúc, công ty đã sản xuất cano bằng nhôm dư thừa từ việc sản xuất máy bay. Sau đó công ty đã chế tạo tên lửa đạn đạo, radar hoạt động trong mọi điều kiện thời tiết, module mặt trăng Apollo, máy bay chiến đấu và máy bay ném bom tàng hình.
Được thành lập tại California vào năm 1939 bởi Jack Northrop, tập đoàn Northrop được chuyển tới Delaware vào năm 1985. Sau khi chiến tranh Lạnh kết thúc, Northrop đã thực hiện hàng loạt vụ mua lại, trong đó có Grumman Aerospace, Westinghouse và TRW Inc. cùng một vài doanh nghiệp khác. Năm 2018, Northrop Grumman đã hoàn tất thương vụ mua lại Orbital ATK.

### 1990s
Năm 1994, Northrop Aircraft mua lại Grumman Aerospace, cơ quan đã chế tạo Apollo Lunar Module để thành lập Northrop Grumman (NG) với giá 2,1 tỉ đô la Mỹ. Công ty tiến hành mua lại 51% lãi suất còn lại của Vought Aircraft Company (Vought) tháng Tám năm 1994 với giá 130 triệu đô la và nắm hoàn toàn quyền điều hành công ty sau khi mua 49% lãi suất còn lại vào thánh Mười hai năm 1992 với giá 45 triệu đô la.
Năm 1996, Northrop Grumman mua lại gần nhưa toàn bộ mảng hệ thống điện tử và quốc phòng của Westinghouse Electric Corporation, Westinghouse Electronic Systems, một nhà sản xuất radar lớn, với giá 2,9 tỉ đô la, và Xetron Corporation. Năm 1997, công ty sáp nhập nhà snar xuất máy tính quân sự Logicon mà bản thân công ty này từng mua lại Geodynamics Corporation vào tháng Ba năm 1996 và Syscon Corporation vào tháng Hai năm 1995.
Northrop là nhà thầu chính phát triển YF-23 một trong hai mẫu tiêm kích tiên tiến mà Mỹ phát triển trong chương trình Advanced Tactical Fighter nhưng đã thua trong cuộc đua trước F-22 Raptor. Northrop sau đó đã cùng với  Lockheed chế tạo F-35.
Vào năm 1998, Northrop Grumman và Lockheed Martin suýt chút nữa đã được sáp nhập vào nhau. Cùng năm này, công ty đã mua lại viện nghiên cứu Inter-National Research Institute Inc. Năm 1999, công ty mua lại Teledyne Ryan, nhà sản xuất thiết bị và máy bay giám sát không người lái, California Microwave, Inc., và Data Procurement Corporation.

### 2000s

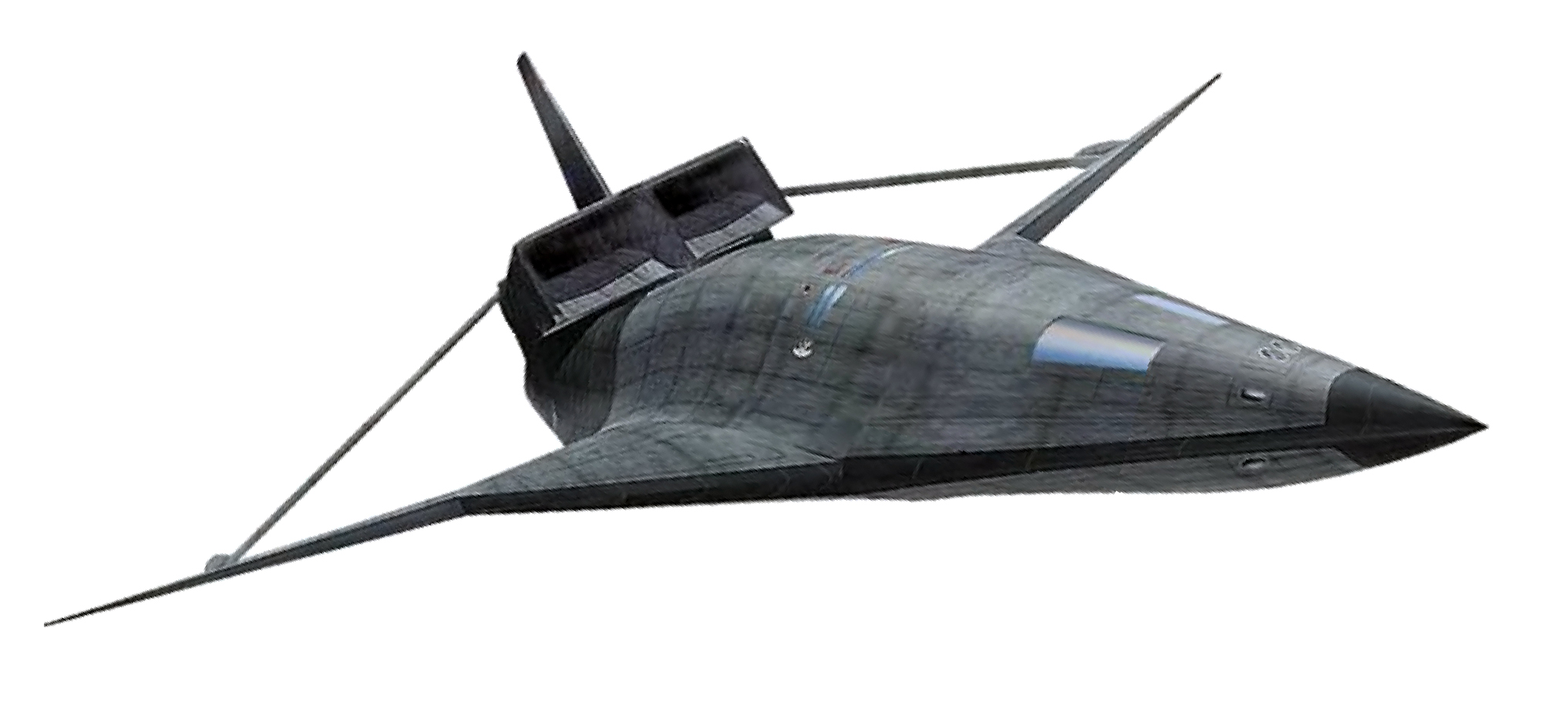
Northrop-Grumman DARPA Quiet Supersonic Platform (QSP) 2002 concept for a long-range supersonic cruise aircraft with a less intense sonic boom

### Bibliography
- Parker, Dana T. Building Victory: Aircraft Manufacturing in the Los Angeles Area in World War II. Cypress, California: Dana T. Parker Books, 2013. ISBN 978-0-9897906-0-4.